# 帕拉苏埃洛斯德拉谢拉
帕拉苏埃洛斯德拉谢拉，是西班牙卡斯蒂利亚-莱昂布尔戈斯省的一个市镇。总面积16平方公里，总人口79人（2001年），人口密度5人/平方公里。